# Église Saint-Georges de Richebourg
Pour les articles homonymes, voir Église Saint-Georges.
L'église Saint-Georges est une église de culte catholique romain située à Richebourg (Yvelines). De style gothique flamboyant du XVIe – XVIIIe siècle, reconstruite à l'emplacement d'une ancienne église du XIIe siècle, elle est classée monument historique depuis le 27 juin 1905.

## Historique de la construction
Sa reconstruction s'étale sur plusieurs siècles. Elle débute au XVIe siècle dans le style gothique flamboyant et se poursuit en style Renaissance tout en intégrant les restes de la nef de l'ancienne église romane du XIIe siècle. Elle serait une œuvre expiatoire d'après l'histoire locale qui rapporte que Charles de Sabrevois (mort en 1537), seigneur de Richebourg, assassina le curé de la paroisse. C'est sur injonction du pape qu'il entreprit la rénovation de l'église, mais ne possédant pas les fonds nécessaire il se servit de la fortune de son épouse protestante, qui inquiète des frais engagés pour la satisfaction de son vœu d'expiation, le fit empoisonner. À la mort de son rénovateur Charles de Sabrevois, l'église est encore inachevée. La tour et le clocher carré sont ajoutés au XVIIe siècle, la sacristie au XVIIIe siècle. La couverture du clocher à flèche centrale avec quatre clochetons date du XIXe siècle.

## Description

### Plan
L'édifice adopte un plan allongé. La nef de cinq travées couverte, lambrissée avec poutres sculptées, se compose d'un vaisseau central accompagné de bas-côtés. Le grand transept saillant se développe sur deux travées. Le chœur carré d'une travée à trois nefs voûté d'ogives est prolongé par une abside polygonale ornée de clefs de voûte sculptées. Le sud de la nef est flanqué d'une chapelle quadrangulaire et de la tour-clocher. Les fenêtres sont de style gothique flamboyant.Les gargouilles sculptées, le clocher et la tour furent ajoutés au XVIIe siècle, la sacristie au XVIIIe siècle. Le clocher est à flèche centrale, cantonnée de quatre clochetons.

### Extérieur
À l'extérieur, le mariage des styles est illustré par le contraste entre le caractère martial du clocher-donjon d'allure moyenâgeuse et la richesse d'un gothique flamboyant soulignée par des gargouilles. La façade occidentale est percée d'un portail plein cintre encadré par deux colonnes engagées d'ordre corinthien, qui est surmonté d'un oculus, lui-même surmonté d'une niche en plein cintre abritant une statue. La façade se termine en mur pignon. La toiture de la chapelle est à double pente et elle est percée d'une seule baie. La tour-clocher de base quadrangulaire est pourvu d'un escalier en tourelle. On y pénètre par une porte en arc brisé. Cette tour est recouverte d'un toit en poivrière entouré de quatre poivrières plus petites le tout en ardoises.
Trois contreforts soutiennent le mur extérieur du transept qui est ouvert de deux baies en arc brisé, orné de remplages à soufflet. La travée droite du chœur comporte une baie en plein cintre, puis sur le retour comme sur les pans coupés de l'abside, les baies sont en arc brisé. L'ensemble de ces baies sont ornées de remplages. Des gargouilles décorent les contreforts qui soutiennent les murs. Le mur nord suit la même succession de baies.

### Intérieur
La nef est lambrissée et est ornée de poutres sculptées, le transept est composé de deux travées, le chœur carré à trois nefs est voûté d'ogives et l'abside est polygonale.
L'église conserve des œuvres de plusieurs époques : une madone en pierre du XVe siècle dite Notre-Dame de Richebourg ; un vitrail du XVIe siècle représentant l’arbre de Jessé ; deux sculptures, une Sainte Catherine du XVIe siècle et un Saint Nicolas du XVIIIe siècle ; deux tableaux du XIXe siècle de Savinien Petit, de chaque côté du chœur, représentent La Visite du Christ chez Marthe et Marie et Jésus et la Samaritaine.

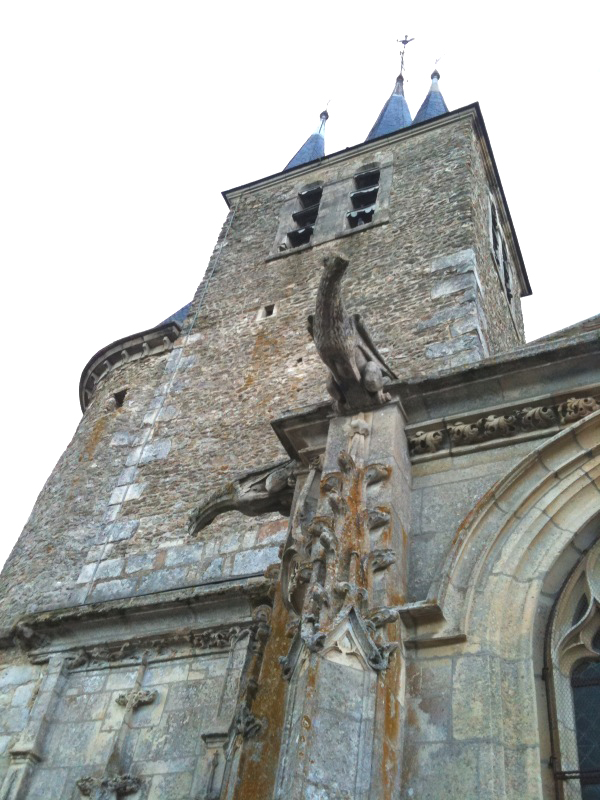
Vue du clocher.
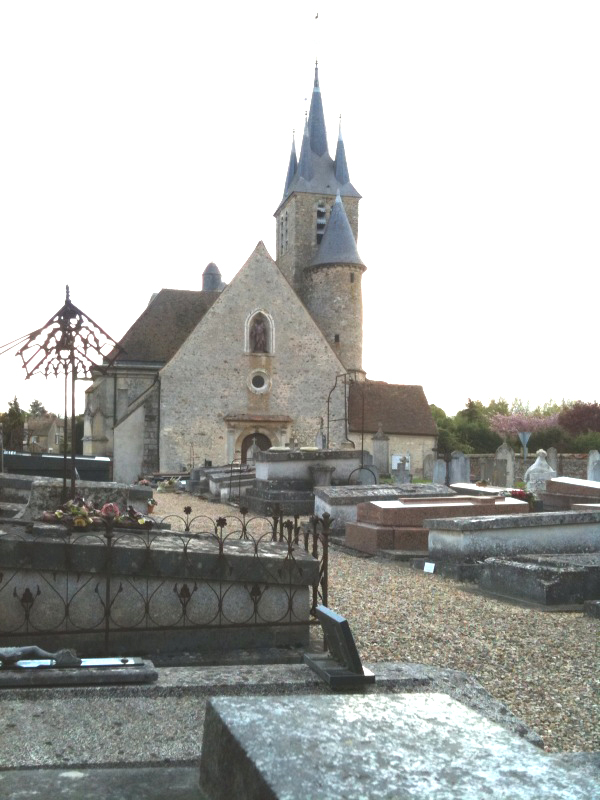
Vue du cimetière.
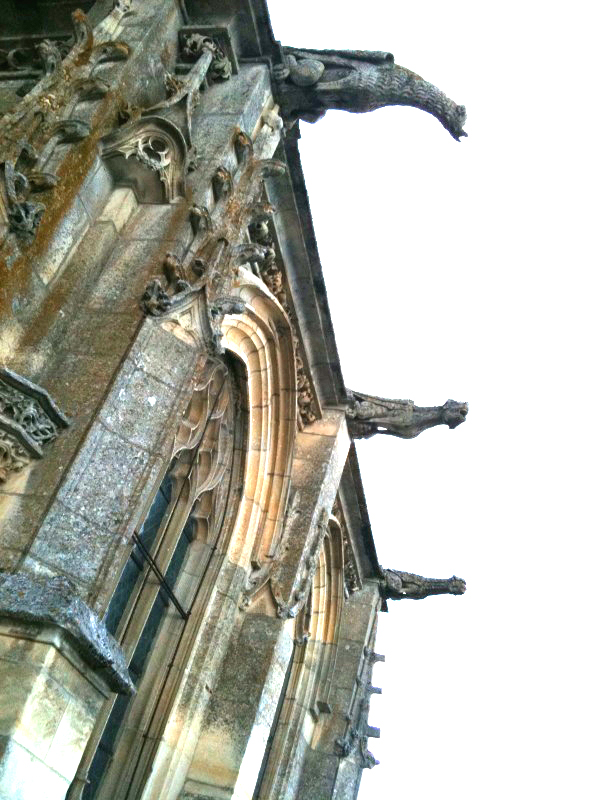
Quelques gargouilles.

L'église est aujourd'hui une propriété communale et fait partie du diocèse de Versailles. Les visites sont possibles sur demande.